# Ca' Brutta
La Ca' Brutta è un edificio abitativo di Milano, sito in via della Moscova all'angolo con via Turati, via Appiani e via Cavalieri, simbolo dell'ambiente milanese degli anni venti-trenta. Venne chiamata così per la negativa impressione che suscitò all'epoca, causata dall'uso stravagante di elementi del linguaggio classico .

## Storia
Realizzato fra il 1919 e il 1921, il complesso fu l'opera prima dell'architetto Giovanni Muzio, dello studio ingegner Pier Fausto Barelli e dell'architetto Vittorino Colonnese. Muzio fu il progettista di maggior prestigio della corrente architettonica definita "Novecento" per analogia con il contemporaneo movimento artistico.

## Descrizione

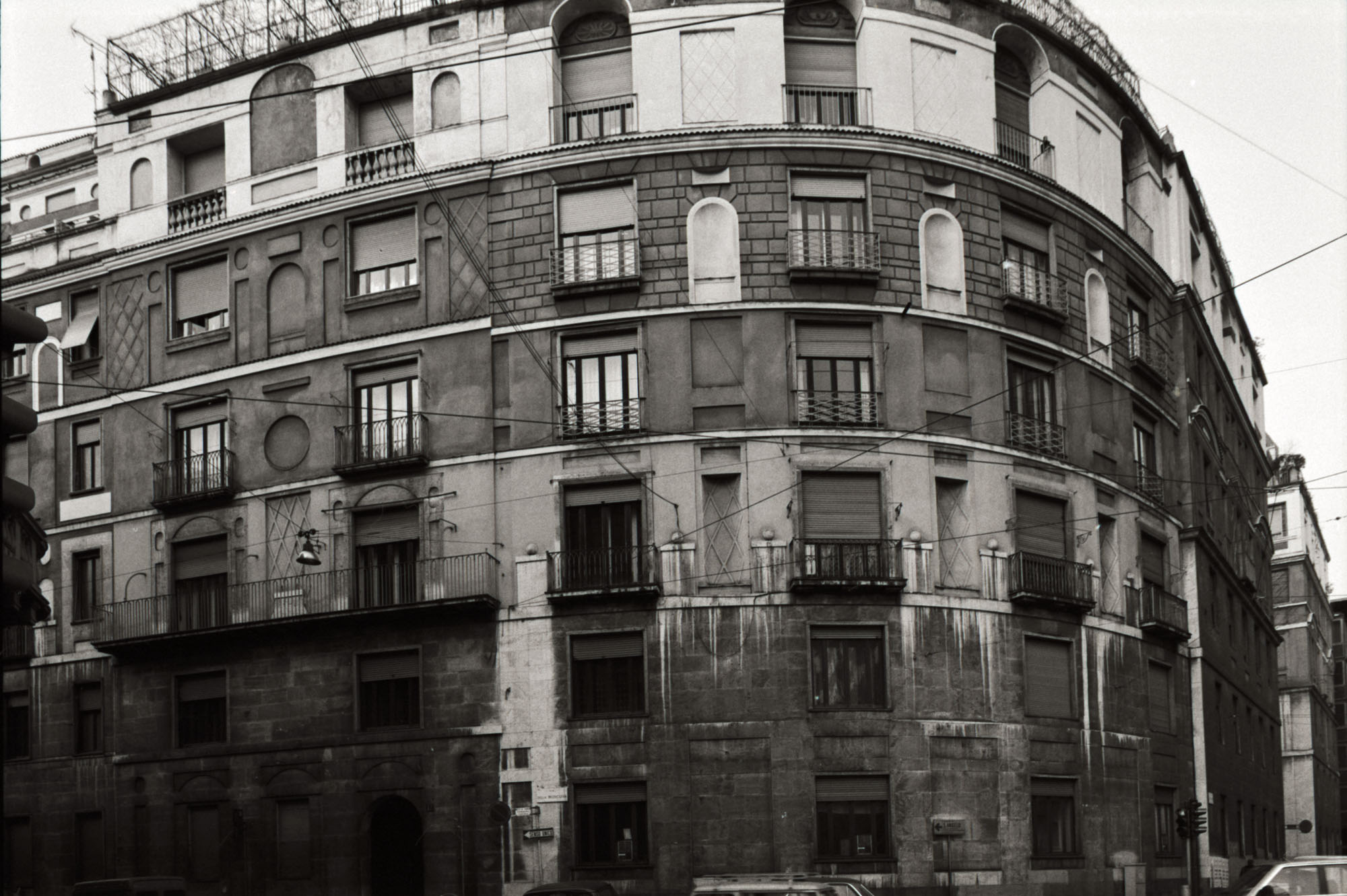
Ca' Brutta

Si tratta di un edificio assai particolare che manifesta l'interesse dell'architetto per il modernismo e il suo stretto legame con i pittori metafisici, è costituito da due corpi, spezzati da una via privata che aumenta gli affacci interni e lega il massiccio edificio al contesto urbano.
La facciata è suddivisa in fasce orizzontali di cui la più bassa è formata da corsi di travertino, la seconda è caratterizzata da intonaco grigio steso "alla francese" e la terza, in alto, è rivestita di marmo bianco, rosa e nero. Si nota un largo uso di elementi classici, la cui rigidità e simmetria è però dissolta nella disposizione delle finestre su via Turati ed in altri elementi tipicamente asimmetrici. Da notare anche l'accuratezza tecnica e l'attenzione al particolare costruttivo, che saranno tipiche di Muzio per tutta la sua carriera.
Fu la prima costruzione dotata di garage condominiale.